# Pietra Ligure
Pietra Ligure este o comună din provincia Savona, regiunea Liguria, Italia, cu o populație de 8.215 locuitori (1 ianuarie 2023) și o suprafață de 9,88 km².

## Demografie
Pietra Ligure - evoluția demografică

|  | Graficele sunt indisponibile din cauza unor probleme tehnice. Mai multe informații se găsesc la Phabricator și la wiki-ul MediaWiki. |

Date: Recensăminte sau birourile de statistică - grafică realizată de Wikipedia

## Personalități născute aici
- Alessandra Mele (n. 2002), cântăreață italiano-norvegiană.